# 圣马蒂诺达格里
圣马蒂诺达格里（義大利語：San Martino d'Agri）是意大利波坦察省的一个市镇。总面积50平方公里，人口865人，人口密度17.3人/平方公里（2009年）。ISTAT代码为076077。